# 杉本信昭
杉本信昭（すぎもと のぶあき、1956年（昭和31年） - ）は、日本の映画監督。新潟県新潟市出身。

## 略歴
新潟県の新潟高等学校時代に、ヤクザ映画に傾倒する。特に『仁義なき戦い』シリーズを貪るように見た。また、日活ロマンポルノにも傾倒した。映画を作るために東京に上京。法政大学文学部に入学。その後、映画のプロダクションでアルバイトをしながら映画の手法を学ぶ。その後、1977年（昭和52年）に大学を中退。ドキュメンタリーを専門に監督業を行っている。2003年（平成15年）の『自転車でいこう』は全国の小規模な映画館で興行されたが、ロングランとなった。

## フィルモグラフィ
- 『蝶が飛ぶ・森』（1987年4月17日公開、幻燈社）
- 『蜃気楼劇場』（1993年1月27日公開、スタンス・カンパニー）
- 『自転車でいこう』（2003年12月6日公開、モンタージュ）
- 『谷川さん、詩をひとつ作ってください。』（2014年11月15日公開、モンタージュ）
- 『分子の音色 A scientist and a musician』（2021年10月16日公開、モンタージュ）